# Wir Menschen
Wir Menschen (Untertitel: Die Frage nach uns selbst: Versuch einer neuen Antwort.) ist der Titel einer 13-teiligen Fernsehserie des Tauchpioniers und Naturforschers Hans Hass über seine humanethologischen Expeditionen in den Jahren 1962 bis 1966. Hass begründete damit gemeinsam mit Irenäus Eibl-Eibesfeldt diese neue Forschungsrichtung.
Die bei dieser Filmserie als Pilotstudien erstmals eingesetzte „Spiegeltechnik“ für unbeobachtete Filmaufnahmen bildete ein wesentliches Werkzeug beim Aufbau des Humanethologischen Filmarchivs der Forschungsstelle Humanethologie in der Max-Planck-Gesellschaft.

## Inhalt
Das Leitmotiv dieser Fernsehserie ist  die Inschrift über dem Tempel von Delphi: „Erkenne Dich selbst!“ Hans Hass spezialisierte sich nach seinen Unterwasserforschungen auf den Menschen und seine Stellung in der Evolution. Mit Hilfe eines von ihm entwickelten Spiegelobjektives filmte er in allen Weltteilen Menschen ohne ihr Wissen und veränderte gleichzeitig durch Raffung und Zeitlupe den normalen Zeitablauf. So wurde es möglich, den Menschen zu „entmenschlichen“ und das Verhalten frei von den Vorurteilen gewohnter Selbsteinschätzung kritisch zu analysieren.
Bei zehnfacher Beschleunigung zeigt zum Beispiel die Aufnahme einer Straßenkreuzung plötzlich Verhaltensmuster, die man bei normaler Geschwindigkeit nicht erkennen kann. Umgekehrt enthüllt die Verlangsamung, was sich in den Gesichtern verändert. Er stellte sich die Fragen: Sind diese Gesichtsbewegungen uns bereits angeboren und deshalb auf der ganzen Erde gleich? Oder sind sie durch Rasse und Erziehung beeinflusst?
Drei Jahre streifte Hans Hass, teils allein, teils begleitet von seiner Gattin Lotte Hass und Irenäus Eibl-Eibesfeldt mit seiner Kamera durch einsame und belebte Gegenden aller Länder und Erdteile. Er filmte z. B. einen Stierkampf in Mexiko, einen Ziegelmacher auf Bali, ein Liebespaar an einem französischen Strand, eine chinesische Gemüsehändlerin bei einem Wutausbruch und der Ausdruck von äußerster Wut, dargestellt am klassischen japanischen Theater. Alles dies veränderte sich durch den veränderten Zeitablauf.  Die Sendereihe lief zunächst in Schwarzweiß 1966 im Fernsehen. Da die Aufnahmen jedoch bereits in Farbe gedreht wurden, wurden sie 1975 erneut in Farbe ausgestrahlt. Die beiden Versionen der Reihe stimmen inhaltlich nicht ganz überein. Für die Farb-Fassung wurden Themen neu geordnet und Titel neu entworfen. Jede Folge konzentriert sich auf ein bestimmtes Instinktverhalten.

## Hintergrund
Produziert wurde die  Fernsehserie über menschliche Verhaltensweisen für den Süddeutschen Rundfunk (SDR), den Österreichischen Rundfunk und die British Broadcasting Corporation (BBC) Natural History Unit zwischen 1962 und 1966. Der Serientitel der englischsprachigen Sendereihe lautete Man.
Mit Hilfe von Zeitdehnung, Zeitraffer und neuartigen Optiken gelang es Hans Hass, menschliche Verhaltensweisen unbeobachtet auf Film zu dokumentieren. Hans Hass entwickelte eine neue Kameratechnik, um Verhaltensweisen möglichst objektiv analysieren zu können: Durch einen vor das Objektiv gesetzten Spiegelvorsatz wird es möglich, Menschen ohne ihr Wissen zu filmen. Eine gleichzeitige Veränderung des normalen Zeitablaufes (Zeitraffer mit zwei bis sechs Bildern pro Sekunde und Zeitlupe mit 48 Bildern pro Sekunde) „verfremdet“ die Vorgänge und normalerweise nicht beachtete Verhaltensmuster werden sichtbar. Hass wollte mit dieser Methode versuchen, das Verhalten innerhalb menschlicher Gemeinschaften ebenso vorurteilsfrei zu beobachten, wie jenes der Fische in einem Korallenriff.

## Die Titel der Schwarzweißfassung
1. Expedition zu uns selbst („Erkenne Dich selbst“) (Erstsendedatum SDR: 23. Mai 1966)
2. Das Neugierwesen (Erstsendedatum SDR: 6. Juni 1966)
3. Die künstlichen Organe (Erstsendedatum SDR: 20. Juni 1966)
4. Das Seelenbarometer (Im Spiegel des Gesichts) (Erstsendedatum SDR: 4. Juli 1966)
5. Das Freundschaftszeichen (Das Freundschaftswesen) (Erstsendedatum SDR: 18. Juli 1966)
6. Das Ordnungswesen (Erstsendedatum SDR: 9. August 1966)
7. Der Leistungstausch (Erstsendedatum SDR: 12. September 1966)
8. Die Lebensspieler (Erstsendedatum SDR: 26. September 1966)
9. Die Luftbewegungen (Erstsendedatum SDR: 10. Oktober 1966)
10. Das Gemeinschaftswesen (Erstsendedatum SDR: 24. Oktober 1966)
11. Das geprägte Wesen (Erstsendedatum SDR: 7. November 1966)
12. Das wartende Wesen (Erstsendedatum SDR: 21. November 1966)
13. Der Glückssucher (Erstsendedatum SDR: 5. Dezember 1966)

## Titel der 1975/1976 in Farbe ausgestrahlten Folgen
| Folge | Erstsendedatum    | Titel                               | Beschreibung |
| ----- | ----------------- | ----------------------------------- | --- |
| 1     | 28. Dezember 1975 | Der Ausgangspunkt                   | Im Studio erzählen Hans Hass und Eibl-Eibesfeldt, wie es zur neuen Forschungsrichtung der Verhaltensforschung kam. Hass legt dar, wie ihn die Beobachtung der Meerestiere auf den Gedanken brachte, das Verhalten des Menschen vom Standpunkt eines außerirdischen Beobachters zu betrachten. Welche Teile unseres Verhaltensrepertoirs werden von Instinkten geleitet, welche wurden durch Lernen und Tradition erworben?                                   |
| 2     | 4. Januar 1976    | Expedition zu uns selbst            | In dieser Folge werden Beispiele dafür gegeben, wie viel im menschlichen Verhalten angeboren ist, wie etwa die Grundelemente der Mimik und Gestik. Über die Einblicke in Verhaltensweisen, die man erst durch filmische Darstellung in Zeitlupe und Zeitraffer gewinnt. |
| 3     | 11. Januar 1976   | Die Flamme der Neugier              | Eine Eigentümlichkeit, die den Menschen von seinen Tierverwandten unterscheidet, ist, dass sein Neugiertrieb bis ins hohe Alter hinein wirksam ist. Analyse des Neugierverhaltens, das die meisten Wirbeltiere nach dem Erreichen der Geschlechtsreife verlieren. |
| 4     | 12. Januar 1976   | Die verlängerten Hände              | Der Mensch ist das Wesen, das sich durch künstliche Organe wie Werkzeuge „verlängerte Hände“ schafft. Die Fähigkeiten und Besonderheiten der Hände, die dem Menschen die Herstellung von Werkzeugen, Waffen und Maschinen ermöglicht haben – und damit die Eroberung des Planeten. |
| 5     | 25. Januar 1976   | Das Schlachtfeld des Gesichts       | Schon Charles Darwin vermutete, dass die Grundbewegungen der Gesichtssignale dem Menschen angeboren sind. Unbemerkt gefilmte Großaufnahmen bei Afrikanern, Chinesen, Europäern, Indianern und Arabern erbringen den Beweis. Sie zeigen, dass es sich bei den meisten dieser Signale um angeborene Verhaltensweisen handelt. |
| 6     | 1. Februar 1976   | Im Spinnennetz der Ordnung          | An zahlreichen Beispielen wird gezeigt, wie sich menschliche Ordnung entfaltete – im Straßenverkehr, im Beruf, in der Fabrik, wie sich der Mensch jedoch anderseits in dieser Ordnung verstrickt und dies Feindschaft, Brutalität und Krieg nach sich ziehen kann. Präsentation der Grundzüge der Energontheorie. Über die verschiedenen Formen menschlicher Ordnung, die ein Produkt der Intelligenz sind.                                                  |
| 7     | 8. Februar 1976   | Die Waffen des Lächelns             | Ein besonders wichtiges Gesichtssignal ist das Lächeln. Mit hunderten anderer Gesichtszeichen kann sich Lächeln vermengen – und gewinnt dann die verschiedensten Einzelbedeutungen. Eine analytische Betrachtung des Lächelns und seiner Funktionen. |
| 8     | 15. Februar 1976  | Der Austausch der Leistungen        | Die menschliche Intelligenz äußert sich darin, dass wir Ursache und Wirkung im Geist überblicken können, auch wenn sie räumlich und zeitlich weit auseinander liegen. Analyse unserer beruflichen und handwerklichen Fähigkeiten. Über Geld als Mittler zu den Diensten und Leistungen anderer. |
| 9     | 22. Februar 1976  | Die Signale an die Umwelt           | Mit seinen Händen führt der Mensch zielführende Handlungen aus – sehr oft jedoch, wie es scheint, auch sinnlose. Über die Bedeutung und den Ursprung von Gesten und Gebärden im Gespräch, beim Gebet und beim Tanz. |
| 10    | 29. Februar 1976  | Der Einzelne und die Gemeinschaft   | In dieser Folge wird der Mensch wie eine Ameise betrachtet – wird auch das Verhalten von Menschen in Gruppen jenem von Tieren in Rudeln gegenübergestellt. Parallelen werden in der gerafften Aufnahme deutlich und werfen Fragen auf. Wie sich Individuen innerhalb von Gruppen verhalten. Wie sehr in Wahrheit unser vermeintlich „freier Wille“ von der Gemeinschaft beeinflusst wird.                                                                    |
| 11    | 7. März 1976      | Das Kind und sein Lebensmuster      | Bei Tieren hat die Verhaltensforschung das Phänomen der Prägung nachgewiesen – beim Menschen erkannte bereits Sigmund Freud, dass es in der Kindesentwicklung sensible Perioden gibt, wo äußere Reize spätere Verhaltensweisen bestimmen. Wie Kinder in bestimmten, sensitiven Phasen ihrer Entwicklung auf gesellschaftliche Werte, Schönheit und Ethik individuell für ihr späteres Leben geprägt werden.                                                  |
| 12    | 14. März 1976     | Hinter den Gitterstäben des Wartens | Über das Werkzeug seiner Phantasie vermag der Mensch in die Zukunft zu schauen – und was er von dieser Zukunft erhofft, darauf wartet er. Durch das Nervensystem bedingte tierische und menschliche Verhaltensweisen. Ein extremes Beispiel sind Stereotype, die vom Individuum nicht unterdrückt werden können. |
| 13    | 21. März 1976     | Die Suche nach dem Glück            | Eine Zusammenfassung der Gesichtspunkte menschlichen Verhaltens, die in dieser Fernsehreihe diskutiert wurden. Im Anschluss daran eine Analyse eines typisch menschlichen Charakterzugs – die Suche nach dem persönlichen Glück. Fazit von Hass: Wir dürfen den gewohnten Wertungen nicht allzu sehr vertrauen. Will die Menschheit nicht zugrunde gehen und alles Leben auf der Welt zerstören, dann gilt mehr denn je das Mahnwort: „Erkenne dich selbst“. |